# 옥류교
옥류교(玉流橋)는 조선민주주의인민공화국 평양직할시에 위치한 다리로 길이는 700m, 너비는 28.5m이다. 대동강 위에 세워진 평양직할시의 6개의 다리 가운데 하나이다. 1958년 3월에 착공하여 1960년 8월에 준공되었다.
다리 남쪽에 있는 대동교와 다리 북쪽에 있는 릉라교 사이에 위치한다. 대동강 우안에 있는 중구역과 좌안에 있는 대동강구역을 연결한다. 다리 주변에 있는 건축물로는 우안에 있는 옥류관, 좌안에 있는 주체사상탑이 있다.
옥류교와 관련된 노래로는 조선민주주의인민공화국의 노래 《옥류교원무곡》이 있다.